# Ciril Zlobec

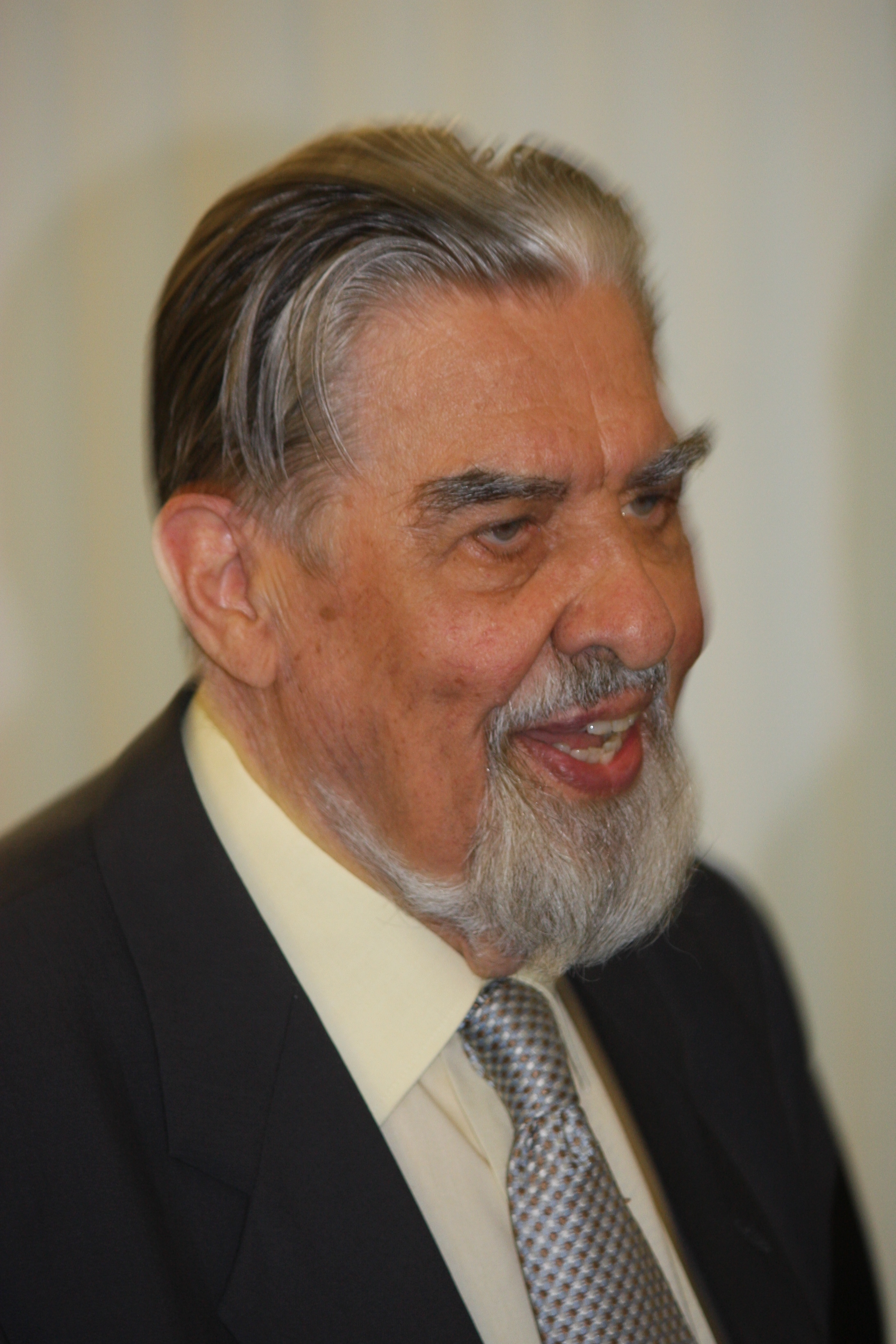
Ciril Zlobec (2012)

Ciril Zlobec (* 4. Juli 1925 in Ponikve (heute zur Gemeinde Sežana gehörend), Italien; † 24. August 2018 in Ljubljana, Slowenien) war ein jugoslawischer bzw. slowenischer Autor, Dichter, Essayist, Anthologe, Übersetzer, Journalist und Politiker. Er gehörte zu dem 1953 gegründeten fortschrittlichen Dichterquartett Pesmi štirih und hinterließ der Nachwelt ein umfangreiches Œuvre. In politisch instabiler Zeit wurde er 1990 Mitglied des Regierungsrats.

## Leben und Werk
Ciril Zlobec wurde als siebtes und jüngstes Kind in eine Bauernfamilie hineingeboren. Nach der Grundschule in Avber ging er für ein Jahr, 1938 bis 1939, auf das Gymnasium mit Priesterseminar in Gorizia, danach in das Priesterseminar in Koper.
Von frühster Jugend an erlebte Zlobec die Rolle als Außenseiter, die ihn in der Zeit des Faschismus prägen sollte: Er lebte als Slowene im von Italien besetzten vormaligen Österreichischen Küstenland, das nach dem Grenzvertrag von Rapallo 1920 abgetreten worden war, war nationalistischen Denunziationen ausgesetzt und durfte in der italienischen Schule seine Muttersprache nicht benutzen. Schon mit 13 Jahren entstand sein erstes Gedicht, in dem sein Bedürfnis nach slowenischen Bürgerrechten zum Ausdruck kommt. 1941 wurde er vom Gymnasium in Koper verwiesen, weil er beim Schreiben von Gedichten in slowenischer Sprache und der Herausgabe einer „literarischen“ Untergrundzeitschrift, die er fast im Alleingang schrieb, erwischt wurde.
Ein Jahr später war er unter den Aktivisten der Befreiungsfront der slowenischen Nation und wieder ein Jahr später wurde er als „verdächtiger slowenischer Minderjähriger“ in den Abruzzen verhaftet und einem Sonderbataillon unterstellt. Nach dem Waffenstillstand von Cassibile im September 1943 kehrte er nach Hause zurück, wo er sich als aktiver Kämpfer den Partisanen anschloss. Als politischer Delegierter, Kurier und Informant baute er diese Organisation mit auf und unterrichtete an der Volksuniversität der Partisanen. Nebenbei machte er zunächst seinen Sekundarschulabschluss und begann ein Studium der Slawistik in Ljubljana. Anschließend arbeitete er als Zivilist als Reporter und Redakteur. In diese Zeit fällt auch seine Heirat und wenig später seine Vaterschaft von zwei Kindern.
Als revolutionär darf die 1953 veröffentlichte Gedichtsammlung betrachtet werden, die er zusammen mit den Autoren Tone Pavček (1928–2011), Kajetan Kovič und Janez Menart (1929–2004) unter dem Namen Pesmi štirih (Gedichte der Vier) herausgab. Sie durchbrach die damalige poetische Ausrichtung, indem sie den kollektiv geführten Krieg den individuellen menschlichen Emotionen gegenüberstellte. Bis heute wurde sie immer wieder neu aufgelegt und ist nach wie vor im slowenischen kulturellen Gedächtnis verankert.
Die meisten seiner Werke sind Gedichte, die in etwa 30 Sammlungen geordnet sind. Zentrales Thema seiner vorwiegend emotionalen lyrischen Werke ist die Metapher der Liebe, mit der er sich die Verbindung über Grenzen der Gesellschaft und Zeit hinweg und mit der er seine Beziehung zum Leben, seiner Philosophie und seinen sozialen Interaktionen zu klären erhoffte. Weiterhin ist sein Inhalt stark von der Natur der Karstlandschaft geprägt, in der er seine Kindheit verbrachte.
Frühe Werke wurden bereits während des Kriegs veröffentlicht. Dazu sagte er:

“By writing the poems during the war, I was looking for a balance in myself. I could still draw values and meaning from poetry, unlike political conflicts.”

„Indem ich die Gedichte während des Krieges schrieb, suchte ich nach einem Gleichgewicht in mir. Im Gegensatz zu politischen Konflikten konnte ich aus der Poesie noch Werte und Bedeutung schöpfen.“

Außerdem hinterließ er drei Romane, mehrere Essaybände und Artikel. 18 seiner Bücher wurden in andere Sprachen übersetzt. Zlobec übersetzte mehrere klassische und moderne Werke der italienischen Literatur ins Slowenische, darunter Dante Alighieri, Giacomo Leopardi, Giosuè Carducci, Giuseppe Ungaretti und Salvatore Quasimodo, und auch aus dem Slowenischen ins Italienische. Für die Übersetzungen wurde er mehrfach ausgezeichnet. Anfang der 1980er Jahre wurde er für den Literaturnobelpreis vorgeschlagen. Er erhielt mehrere Literaturpreise im In- und Ausland. Zusammen mit Janko Kos (1931–1991) gab er in den Jahren 1952 bis 1957 die Literaturzeitschrift Beseda heraus, die volle drei Jahrzehnte lang von 1969 bis 1999 gesetzlich verboten war. Seine Romane erschienen 1962 (Moška leta našega otroštva), 1970 (Moj brat svetnik) und sein autobiografischer Roman 1998 (Spomin kot zgodba).
Zlobec hatte viele Funktionen und Ämter inne, unter anderem war er für eine Amtszeit Vorsitzender des Schriftstellerverbandes Jugoslawiens (1985 bis 1986), Chefredakteur der Zeitschrift Sodobnost, Vollmitglied von mehreren Akademien: der Slowenischen Akademie der Wissenschaften und Künste, wo er zwei Amtszeiten lang, von 1992 bis 1999, Vizepräsident war, der Europäischen und der Mittelmeer-Akademie der Wissenschaften und Künste sowie korrespondierendes Mitglied der Kroatischen Akademie der Wissenschaften und Künste.
Zwei Legislaturperioden lang war Zlobec Abgeordneter in der Nationalversammlung, Vizepräsident des Sozialistischen Arbeiterverbandes und zuletzt 1990–1992 Mitglied der Präsidentschaft der Republik Slowenien. In seiner Autobiografie schrieb er dazu:

“… I was more than just involved, I could boast that I was, also formally and officially, almost at the top, albeit a rather round top of a newly-emerged Slovenian state, but still; at that time we were all in history, in fact we were history itself, each in their own place, each wholly where he or she seemed to himself or herself or to others either indispensable or just happened to be there, by pure chance. We were all a solid whole without cracks, so that we amazed ourselves; and the world, too, looked upon us with respect, for we were truly greater than ourselves …”

„… Ich war mehr als nur involviert, ich konnte mich rühmen, auch formell und offiziell fast an der Spitze zu stehen, wenn auch an einer ziemlich runden Spitze eines neu entstandenen slowenischen Staates, aber dennoch; damals waren wir alle in der Geschichte, ja wir waren die Geschichte selbst, jeder an seinem Platz, jeder ganz dort, wo er oder sie sich selbst oder anderen entweder unentbehrlich schien oder einfach nur zufällig dort war. Wir waren alle ein solides Ganzes ohne Risse, so dass wir uns selbst in Erstaunen versetzten; und auch die Welt blickte mit Respekt auf uns, denn wir waren wirklich größer als wir selbst …“

## Preise und Ehrungen
Ciril Zlobec wurde 1989 zum Vollmitglied der Slowenischen Akademie der Wissenschaften und Künste gewählt, der Jugoslawischen Akademie der Wissenschaften und Künste (später Kroatische Akademie der Wissenschaften und Künste) gehörte er seit 1990 als korrespondierendes Mitglied an.
Während seiner 93 Lebensjahre erhielt er in der Zeitspanne über 60 Jahre hinweg Preise und Ehrungen:
- 1956 – Tomšič-Preis
- 1976 – Župančič-Preis
- 1982 – Prešeren-Preis für den Gedichtband Glas (Die Stimme)
- 1984 – Eugenio-Montale-Preis
- 1995 – Goldene Ehrenmedaille der Republik Slowenien für seine Arbeit und Verdienste um das Wohl der slowenischen Nation und insbesondere für seinen bedeutenden Beitrag zur slowenischen Geisteswelt
- 2000 – Veronika-Preis
- 2005 – Goldmedaille für Poesie
- 2011 – Premio Campiello
- 2013 – Lavrin-Diplom für Übersetzungen
- 2014 – Bosnischer Stećak
- 2016 – Ehrenbürger von Ljubljana